# Kliment (Kelly)
Kliment, občanským jménem Mikuláš Kelly (příjmení někdy též uváděno v maďarské podobě Kellö, 28. prosince 1885, Pusakovce – 4. července 1961, Prešov) byl slovenský původně řeckokatolický, později pravoslavný duchovní, v letech 1954-1959 biskup olomoucko-brněnské pravoslavné eparchie.

## Život
Mikuláš Kelly pocházel z rodiny slovenského řeckokatolického kněze. Sám se také rozhodl pro duchovenskou službu a po teologických studiích byl v roce 1908 vysvěcen na řeckokatolického kněze. Byl, jak je u řeckokatolického farního kléru obvyklé, ženatý a v roce 1911 se z manželství narodil syn, pokřtěný rovněž jménem Mikuláš. Mikuláš Kellö (starší) působil postupně v několika venkovských farnostech na východním Slovensku (farnosti Valkov, Mikulášov, Krajná Bystrá, Černín, Rešov). Za Slovenského národního povstání poskytoval pomoc partyzánům. Po státním zákazu činnosti řeckokatolické církve po tzv. Prešovském lžisoboru přestoupil do církve pravoslavné a působil v kléru této církve. Patřil tedy k menšině původně řeckokatolických duchovních, kteří po státním zákazu této církve se zřekli katolické víry a přestoupili k církvi pravoslavné. A zřejmě jediným na území někdejší Československé republiky, kdo po takovéto konverzi nějak výrazněji kariérně postoupil.
Po rezignaci olomoucko-brněnského biskupa Čestmíra Kráčmara byl tehdejším pražským pravoslavným arcibiskupem Jelevferijem Voroncovem navržen Mikuláš Kelly na nového olomoucko-brněnského biskupa. Dne 2. října 1954 byl skutečně zvolen olomoucko-brněnským biskupem. Téhož dne během večerní bohoslužby byl postřižen na mnicha a přijal jméno Kliment (pozoruhodné je toto "obrácené pořadí", totiž, že mnišství přijal až po svém zvolení biskupem, obvykle kandidát na biskupa již mnichem musí být). Následujícího dne pak přijal biskupské svěcení a ujal se správy eparchie. V roce 1959 na biskupský úřad rezignoval (podle některých zdrojů po konfliktu s moravským duchovenstvem). Dožil v Prešově, kde zemřel začátkem července roku 1961. V Prešově je také pohřben.